# Mönau
Mönau, obersorbisch Manjowⓘ, ist ein Ortsteil der sächsischen Gemeinde Boxberg/O.L. im Landkreis Görlitz. Es zählt zum offiziellen sorbischen Siedlungsgebiet in der Oberlausitz.

## Geographie
Gemeinsam mit dem südwestlich gelegenen Nachbarort Rauden liegt Mönau in Form eines Straßendorfes inmitten des Biosphärenreservates Oberlausitzer Heide- und Teichlandschaft an der Straße von Uhyst (Spree) nach Milkel. Östlich von Mönau mäandriert die Spree in nördlicher Richtung ins drei Kilometer entfernte Uhyst.
Weitere benachbarte Ortschaften sind Lieske im Südosten und Drehna im Nordwesten.

## Geschichte

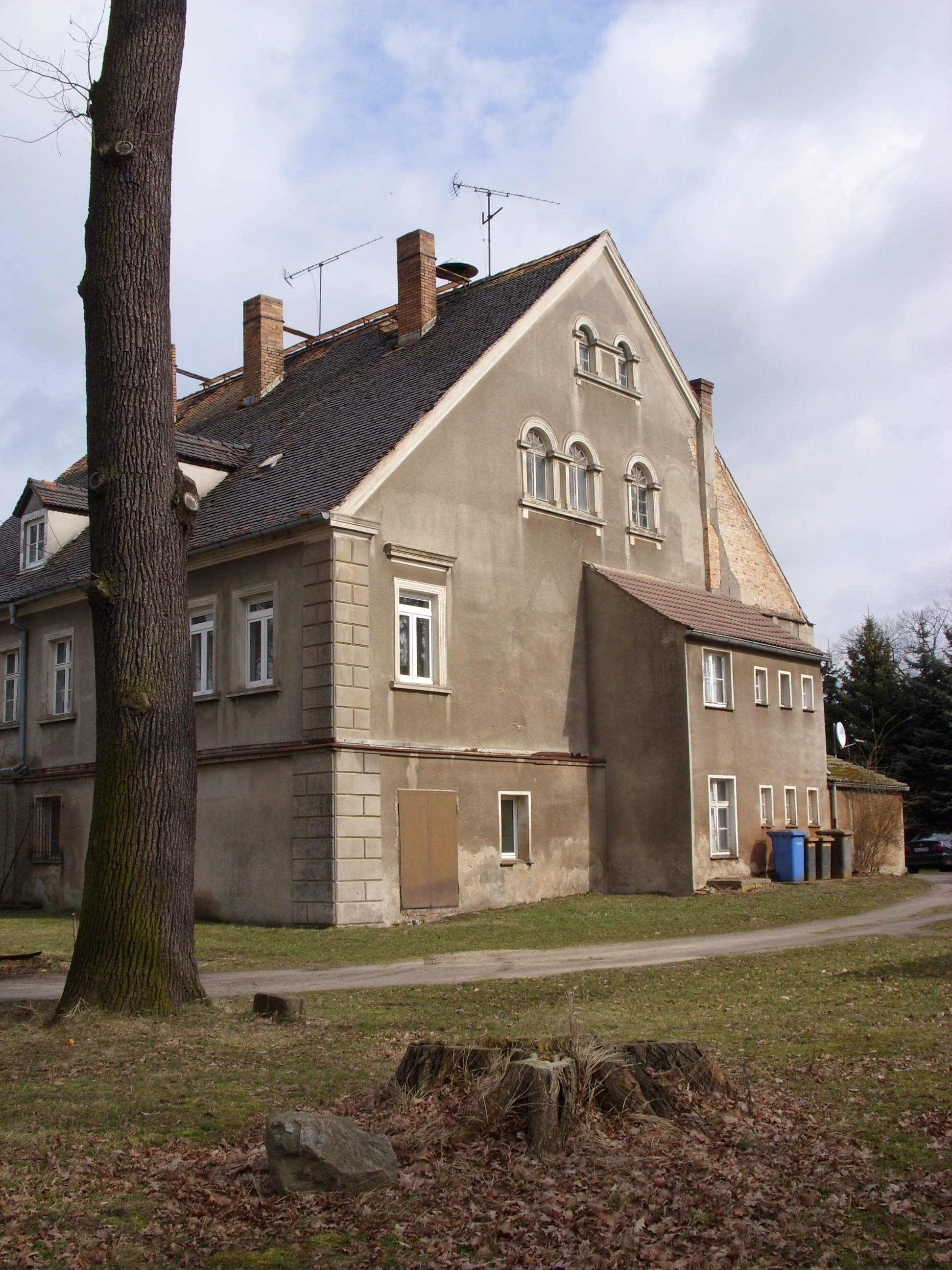
Das Gutshaus in Mönau

Urkundlich wird Mönau im Jahr 1394 als Maynaw erstmals erwähnt. Das Rittergut ist für das Jahr 1605 in einer Urkunde derer von Nostitz auf Jahmen belegt.
Eingepfarrt ist Mönau mindestens seit 1554 nach Milkel. Der Wechsel nach Uhyst erfolgt erst 1823, verursacht durch die veränderte politische Lage nach dem Wiener Kongress, der die sächsisch-preußische Grenze südlich des Raums Uhyst zieht. Während Milkel beim Königreich Sachsen verbleibt, wird Mönau dem Königreich Preußen zugeschlagen. Die Gemeinde gehört zum brandenburgischen Landkreis Spremberg, bis 1825 der Landkreis Hoyerswerda aus ihm herausgelöst und der Provinz Schlesien zugeordnet wird.
Zum 1. Januar 1938 wird Rauden nach Mönau eingemeindet, wobei die Gemeinde in Rauden ihren Sitz aufnimmt. Im Gutshof ist in dieser Zeit ein Mädellager des Reichsarbeitsdienstes eingerichtet. Nach seiner Auflösung im Jahr 1944 wird dort ein Lazarett untergebracht.
Die etwas abseits gelegene Gemeinde tritt zum 1. März 1994 der Gemeinde Uhyst bei, die dadurch ihre größte Flächenausdehnung erreicht. Mit Uhyst wechselt Mönau zum 1. Januar 1996 in den Niederschlesischen Oberlausitzkreis und wird am 1. Oktober 2007 durch die freiwillige Eingemeindung Uhysts ein Ortsteil von Boxberg.

### Bevölkerungsentwicklung
| Jahr                     | Einwohner |
| ------------------------ | --------- |
| 1825                     | 112       |
| 1871                     | 201       |
| 1885                     | 140       |
| 1905                     | 133       |
| 1925                     | 126       |
| 1939                     | 318       |
| 1946                     | 304       |
| 1950                     | 314       |
| 1964                     | 310       |
| 1971                     | 308       |
| 1990                     | 237       |
| 1993                     | 228       |
| 1999                     | 126       |
| 2002                     | 114       |
| 2007                     | 105       |
| kursiv: Mönau und Rauden |           |

Im Jahr 1777 wirtschaften in Mönau fünf besessene Mann, vier Gärtner und sechs Häusler.
Mitte des 19. Jahrhunderts steigt die Einwohnerzahl auf über 200 an und verdoppelt sich fast dabei im Vergleich zu der Zahl von 1825. Dieser Wert kann nicht gehalten werden und schon 1885 hat Mönau nur noch 140 Einwohner, etwa 95 % von ihnen sind Sorben. Die sieben im Ort ansässigen Deutschen konnten laut Arnošt Muka alle ebenfalls Sorbisch.
Die Einwohnerzahl fällt Anfang des 20. Jahrhunderts weiter, so dass bei der Eingemeindung von Rauden Mönau eine niedrigere Einwohnerzahl als Rauden hat. Gleichzeitig hält sich in beiden Orten die sorbische Sprache deutlich länger als in der Umgebung. So zählte Ernst Tschernik 1956 in der Gemeinde Mönau-Rauden noch einen sorbischsprachigen Bevölkerungsanteil von 82 %. Seitdem ist der Gebrauch des Sorbischen im Ort auch hier stark zurückgegangen.
Von 1939 bis 1971 ist die Einwohnerzahl der Gemeinde relativ konstant zwischen 300 und 320 Einwohnern, fällt danach jedoch ab, so dass 1993 nur noch 228 Einwohner verzeichnet werden.
Auch nach der Eingemeindung Mönaus fällt die Zahl der Einwohner weiter, 2007 beträgt sie nur noch 105.

### Ortsname
Varianten des Ortsnamens sind unter anderem Maynaw (1394), Manow (1394), Mahney (1630), Manuije (1658) und Mönau (1732). Später lassen sich noch Manua und Manoa(h) finden. Der Ortsname ist wahrscheinlich von einem Personennamen Mań oder Mojen abgeleitet.